# Lee Cruce
Lee Cruce (8 juillet 1863, Marion, Kentucky - 16 janvier 1933) était un avocat, banquier américain et le deuxième gouverneur de l'Oklahoma. 
Perdant contre Charles N. Haskell aux élections primaires du parti démocrate de 1907 pour devenir le premier gouverneur de l'Oklahoma, Cruce fit campagne avec succès pour succéder à Haskell et devenir le deuxième gouverneur de l'Oklahoma. En tant que gouverneur, Cruce fut à l'origine de la création du département des Routes de l'Oklahoma et du Capitole de l'État d'Oklahoma. Il fut un fervent partisan de l'interdiction de l'alcool et des jeux d'argent, allant jusqu'à utiliser la milice d'État pour arrêter les courses de chevaux donnant lieu à des paris sportifs. Son successeur est Robert L. Williams.
Né dans le Kentucky, Cruce a travaillé comme avocat, banquier et fonctionnaire municipal avant son élection au poste de gouverneur. Après avoir terminé son mandat de gouverneur, il a travaillé dans le secteur privé, tentant sans succès de devenir sénateur des États-Unis. Il est mort en 1933 à Los Angeles, en Californie, et est enterré à Ardmore, en Oklahoma.

## Biographie

### Jeunesse et carrière juridique et financière
Lee Cruce est né dans la ville de Marion dans le comté de Crittenden (Kentucky) le 8 juillet 1863.  Il a fréquenté la Marion Academy, puis l'université Vanderbilt, y obtenant un diplôme de droit . Bien qu'il ait réussi l'examen du barreau du Kentucky en 1888, il n'a pas pratiqué le droit jusqu'à ce qu'il rejoigne le cabinet d'avocats de son frère Johnson : le cabinet Cruce and Cruce à Ardmore dans le Territoire indien en 1891.  Après dix ans de pratique du droit, Cruce est entré dans le monde financier en tant que premier caissier de l'Ardmore National Bank, dont il a ensuite été président de la banque. En 1901, Cruce a été élu conseiller municipal dans le gouvernement local d'Ardmore.

### Campagnes de gouverneur
Grâce à son poste à responsabilité au sein la Banque nationale d'Ardmore et au mouvement vers la création d'un État à la fin de 1906, Cruce a soumis sa candidature à la primaire démocrate pour le poste de gouverneur du nouvel état de l'Oklahoma. Le populaire Charles Haskell défait Cruce pour la nomination. Toutefois, avant la fin du mandat de Haskell en 1911, Cruce parvient à s'imposer comme le candidat démocrate pour la fonction gouverneur. Il a ensuite battu son adversaire républicain aux élections générales.

### Gouverneur de l'Oklahoma

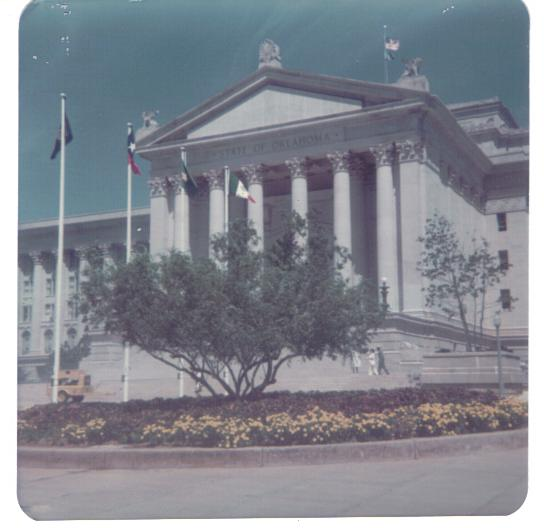
Photographie de l'entrée du capitole de l'État d'Oklahoma en 1972

Cruce prend ses fonctions en tant que deuxième gouverneur de l'Oklahoma le 9 janvier 1911. Alors que le premier gouverneur de l'État exerçait un contrôle exécutif étendu sur la législature de l'Oklahoma grâce à sa force de personnalité, Cruce a continuellement lutté pour le pouvoir contre la législature de l'État tout au long de son mandat. Malgré les luttes de pouvoir, Cruce a réussi à mener à bien bon nombre des projets qu'il a initiés. Cruce s'illustre d'abord dans le domaine l'automobile. Avec l'augmentation des automobiles, la législature de l'État a agi sur recommandation de Cruce et a créé le département des routes de l'Oklahoma en 1911. Les routes ont été améliorées grâce aux fonds générés par une redevance annuelle de 1 $.
Le gouverneur fut à l'initiative de la construction du Capitole de l'État de l'Oklahoma dans la capitale de l'État, que Haskell a officiellement déplacé de Guthrie à Oklahoma City en 1910. Sous la supervision de Cruce, la législature de l'État a créé la Commission du Capitole en 1913. La commission a été chargée d'acheter un terrain pour le bâtiment du Capitole de l'État.  Une propriété du centre-ville d'Oklahoma City est acquise le 20 juillet 1914. Puis, le 16 novembre 1915 (8e anniversaire de l'Oklahoma), la pierre angulaire a été posée à la mode maçonnique, marquant le début de la construction.
Convaincu que l'État doit assumer un rôle moral plus important, Cruce a défendu l'application des Blue Laws. Par le biais d'une législation spécifique, Cruce et la législature de l'État ont ordonnée la fermeture des commerce le dimanche et ont déclaré illégaux les combats à prix, les jeux de hasard, la contrebande d'alcool et les courses de chevaux. Ceci, combiné au plan d'interdiction de Haskell, s'est avéré trop difficile à gérer pour l'État. La législature de l'État ne possédait pas les fonds nécessaires pour financer les opérations et a fini par transférer des fonds d'un organisme d'application de la loi à un autre. Cruce, à de nombreuses reprises, dans son rôle de commandant en chef, a ordonner la milice d'État de faire appliquer ses lois. Le plus célèbre de ces événements s'est produit lorsque Cruce a déclaré la loi martiale à Tulsa pour empêcher une course de chevaux d'avoir lieu. La course a été interrompue par des coups de feu au-dessus de la tête des jockeys.

Cruce était un fervent abolitionniste quant à l'utilisation de la peine capitale dans tout l'État. Pionnier du mouvement pour abolir la peine capitale, Cruce a commué vingt-deux condamnations à mort en réclusion à perpétuité et une seule exécution a eu lieu pendant son administration.  Malgré cela, il n'a pas fait grand-chose pour empêcher les lynchages de non-blancs, expliquant à la NAACP ;
Il existe un préjugé racial entre les races blanche et noire partout où les nègres se trouvent en grand nombre... Cette semaine encore, l'annonce est un choc pour les habitants de l'Oklahoma que le secrétaire à l'Intérieur ... a nommé un Noir du Kansas pour venir dans l'Oklahoma et prendre en charge la supervision des écoles indiennes de cet État. Il n'y a pas de race de peuple sur terre qui ait plus d'antipathie pour la race noire que la race indienne, et pourtant ces gens, comptant parmi les meilleurs citoyens de cet État et de cette nation, doivent être humiliés et leurs préjugés et passions doivent être augmenté en se faisant imposer cet outrage... Si votre organisation s'intéressait au point de voir que de tels outrages ne sont pas perpétrés contre notre peuple, il y aurait moins de lynchages dans le Sud qu'à l'heure actuelle…
Les changements de composition du Congrès ont failli entraîner la chute de l'administration de Cruce. En 1912, Cruce a opposé son veto à un projet de loi visant à répartir l'État en huit districts du Congrès destiné à minimiser la force électorale républicaine. Ce veto ainsi que les tentatives du gouverneur d'abolir certaines institutions publiques pour des raisons économiques ont conduit la législature à enquêter sur l'exécutif. En conséquence, le vérificateur d’État, le commissaire aux assurances de l’État et l’imprimeur d’État ont été destitués. Cruce lui-même a échappé à la destitution à la Chambre des représentants de l'Oklahoma à un vote près, à l'instar du président américain Andrew Johnson (destitué, mais acquitté au Sénat à un vote près).
À la fin de son mandat en 1915, les électeurs étaient, pour la plupart, prêts à changer de gouverneur. À la recherche d'un nouveau gouverneur, les électeurs se sont tournés vers le juge en chef de la Cour suprême de l'Oklahoma (en), Robert L. Williams. Élu en 1914 après la fin de son seul mandat à la cour, Williams est devenu le troisième gouverneur de l'Oklahoma.

### Fin de vie et postérité
Une fois sa carrière politique terminée, Cruce poursuivit sa carrière d'avocat et de banquier dans l'Oklahoma.
En 1930, Cruce est battu à la primaire pour le Sénat des États-Unis face à Thomas Gore, l'un des premiers sénateurs de l'Oklahoma.
Cruce est décédé le 16 janvier 1933 à Los Angeles. Il est enterré au cimetière Rose Hill dans sa ville adoptive d'Ardmore.

## Sources
- Biographie officielle de l'État de Lee Cruce